# VersaEmerge (EP)
VersaEmerge es el tercer EP homónimo de la banda estadounidense de rock alternativo del mismo nombre. 

## Descripción
VersaEmerge es el primero de sus trabajos realizados y lanzados por una discográfica. Después de firmar con el sello discográfico Fueled by Ramen, la banda comenzó a escribir el EP y a programar la grabación con el productor James Paul Wisner. Este EP estuvo disponible en sus distintas giras, tales como The Secret Valentine Tour y el Craig Owens Tour, y estuvo disponible en la tienda web de Fueled by Ramen y de iTunes. El disco alcanzó el puesto 44 en la lista Billboard Top Heatseekers. 
«Past Praying For» fue el primer sencillo del EP, y más tarde, se lanzó un video musical de éste. En diciembre de 2009, lanzaron «Whisperer» como su segundo y último sencillo con un video musical promocional.

## Lista de canciones
Todas las canciones escritas y compuestas por Blake Harnage, Sierra Kusterbeck, Sam Hollander y Dave Katz.

| N.º | Título                  | Duración |  |
| 1.  | «Theatrics»             | 0:39     |  |
| 2.  | «The Hider»             | 2:43     |  |
| 3.  | «Past Praying for»      | 2:55     |  |
| 4.  | «Moments Between Sleep» | 3:27     |  |
| 5.  | «Whisperer»             | 3:14     |  |
| 6.  | «Clocks»                | 4:09     |  |

## Posicionamiento en listas
| Estados Unidos | Billboard Top Heatseekers | 44 |

## Créditos y personal
Personal
- VersaEmerge:
  - Voz: Sierra Kusterbeck
  - Guitarra, coros: Blake Harnage
  - Guitarra: Jerry Pierce
  - Batería: Anthony Martone
  - Bajo eléctrico: Devin Ingelido

Producción
- Connie Makita - diseño de portada
- Kristie Borgmann - gerente artístico
- John Janick - A&R
- Sean Goulding - Booking
- UE – masterización
- Theo Aronson – fotografía, video, asistente, técnico de guitarras
- James Paul Wisner – productor, ingeniero, mezcla
- Stuart Westphal – asistente
- Brooks Paschal – asistente
- Jason Adams – asistente
- Chris Woehrle – gerente de diseño
- Anthony Delia – marketing

Fuente: Allmusic